# Okres Praha-západ
 Okres Praha-západ (deutsch Bezirk Prag-West) ist ein Bezirk im Středočeský kraj in Tschechien.

## Geographie
Auf einer Fläche von 581 km² leben rund 108.000 Einwohner, davon 37 % in den neun Städten des Bezirks: Roztoky, Černošice, Dobřichovice, Řevnice, Libčice nad Vltavou, Jílové u Prahy, Mníšek pod Brdy, Hostivice und Rudná. Mit einem Altersindex von 81,6 hat der Bezirk den günstigsten Wert in Mittelböhmen.
Seit dem 1. Januar 2007 gehört die Gemeinde Dolany zum Okres Mělník.

## Wirtschaft
Das Gebiet gehörte nie zu den großen Industriegebieten, vielmehr waren hier mittlere Betriebe angesiedelt, vorwiegend mit der Metallverarbeitung und Baumaterial. Derzeit siedeln sich viele Handelsbetriebe an. Bedeutende Arbeitgeber sind Raab Karcher Staviva und AAA Auto.

## Bevölkerung
Der Anteil der arbeitenden Bevölkerung an allen Einwohnern beträgt 53 %. Davon arbeiten 19 % in der Industrie und etwa 3 % in der Landwirtschaft. Der durchschnittliche Bruttolohn beträgt 18.128 Kronen und Praha-západ gehört zu den Bezirken mit den höchsten Löhnen Tschechiens. Die Arbeitslosigkeit ist die niedrigste des Landes: 3 %.

## Sehenswürdigkeiten
Der Bezirk ist eine Erholungsregion. Entlang der Flüsse Berounka, Moldau und Sázava stehen zahlreiche Wochenendhäuser. Im Gebiet befinden sich einige Naturschutzgebiete wie Český kras und Medník. Auch kulturelle und historische Denkmäler sind hier zu finden:
- Schloss Průhonice
- Romanische Kirche Holubice
- Barockschloss Hostivice
- Frühmittelalterliche Burg Levý Hradec

## Städte und Gemeinden

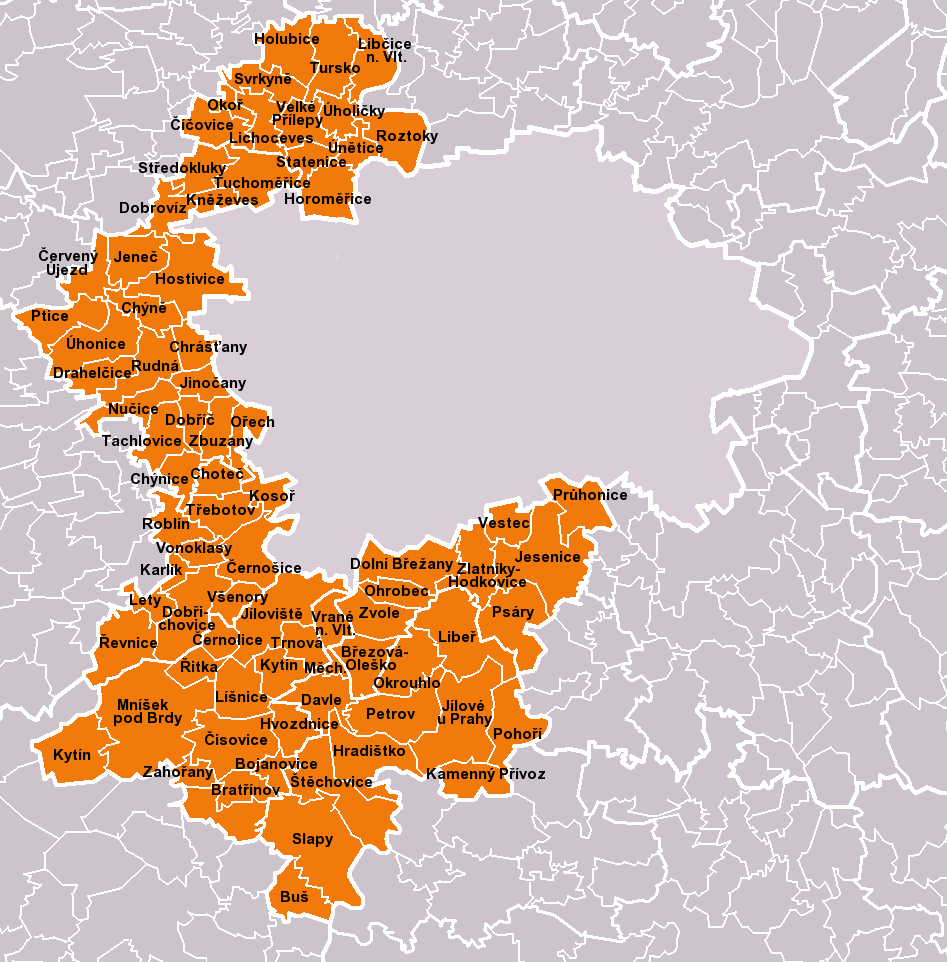
Städte und Gemeinden des Bezirks

Bojanovice – Bratřínov – Březová-Oleško – Buš – Černolice – Černošice – Červený Újezd – Číčovice – Čisovice – Davle – Dobrovíz – Dobříč – Dobřichovice – Dolní Břežany – Drahelčice – Holubice – Horoměřice – Hostivice – Hradištko – Hvozdnice – Choteč – Chrášťany – Chýně – Chýnice – Jeneč – Jesenice – Jílové u Prahy – Jíloviště – Jinočany – Kamenný Přívoz – Karlík – Klínec – Kněževes – Kosoř – Kytín – Lety – Libčice nad Vltavou – Libeř – Lichoceves – Líšnice – Měchenice – Mníšek pod Brdy – Nučice – Ohrobec – Okoř – Okrouhlo – Ořech – Petrov – Pohoří – Průhonice – Psáry – Ptice – Roblín – Roztoky – Rudná – Řevnice – Řitka – Slapy – Statenice – Středokluky – Svrkyně – Štěchovice – Tachlovice – Trnová – Třebotov – Tuchoměřice – Tursko – Úholičky – Úhonice – Únětice – Velké Přílepy – Vestec – Vonoklasy – Vrané nad Vltavou – Všenory – Zahořany – Zbuzany – Zlatníky-Hodkovice – Zvole